# Якоб Уне Ларссон
Якоб Уне Ларссон (швед. Jacob Une Larsson, нар. 8 квітня 1994, Стокгольм) — шведський футболіст, захисник клубу «Юргорден».

## Клубна кар'єра
Народився 8 квітня 1994 року в місті Стокгольм. Вихованець футбольної школи клубу «Броммапойкарна». 
22 жовтня 2011 року у матчі проти «Юнгшиле» Якоб дебютував за першу команду «Броммапойкарни»  у Супереттан, другому за рівнем дивізіоні країни. 2 жовтня 2012 року в поєдинку проти «Треллеборга» Якоб забив свій перший гол за «Броммапойкарну». За підсумками сезону 2012 року Ларссон допоміг команді посісти друге місце і вийти в еліту. У матчі проти «Естера» він дебютував у Аллсвенскан лізі. 27 квітня в поєдинку проти «Юргордена» Якоб забив свій перший гол на вищому рівні. За підсумками 2014 року команда зайняла останнє 16 місце і вилетіла назад в Супереттан, проте Ларссон залишився в клубі ще на один сезон, за результатами якого клуб і там зайняв останнє 16 місце і вилетів у Перший дивізіон, третій рівень шведського футболу. Після цього Якоб покинув команду.
На початку 2016 року Ларссон на правах вільного агента перейшов в «Юргорден», підписавши контракт на три роки. 19 квітня в матчі проти «Гаммарбю» він дебютував за новий клуб у Аллсвенскан. Наразі встиг відіграти за команду з Стокгольма 4 матчі в національному чемпіонаті.

## Виступи за збірні
У 2009–2012 роках виступав у складі юнацької збірної Швеції, взяв участь у 20 іграх на юнацькому рівні, відзначившись одним забитим голом.
2015 року залучався до складу молодіжної збірної Швеції. На молодіжному рівні зіграв у 3 офіційних матчах.
2016 року захищав кольори олімпійської збірної Швеції на Олімпійських іграх 2016 року у Ріо-де-Жанейро.

## Титули і досягнення
- Володар Кубка Швеції (1):

«Юргорден»: 2017-18
- Чемпіон Швеції (1):

«Юргорден»: 2019